# Infrared Data Association

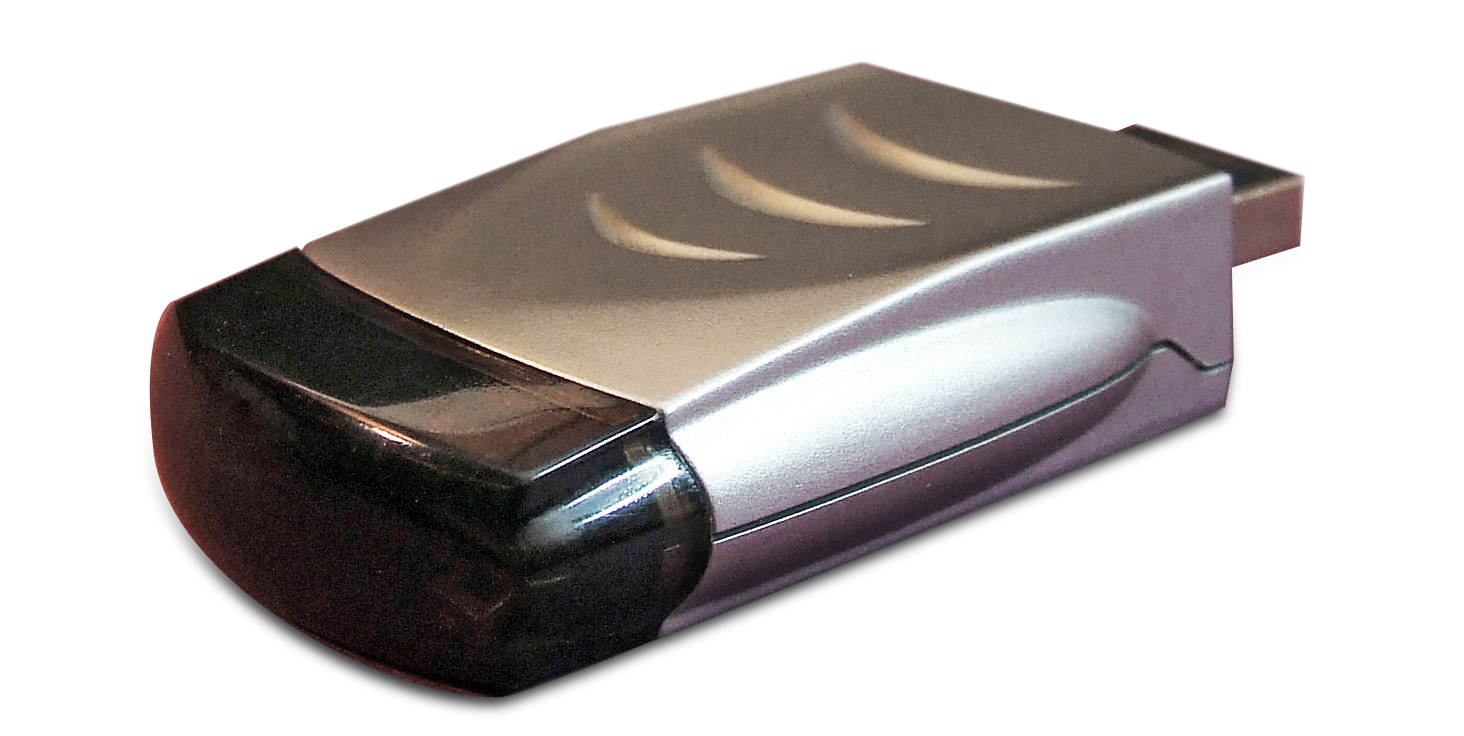
Port IrDA podłączany do komputera przy pomocy gniazda USB

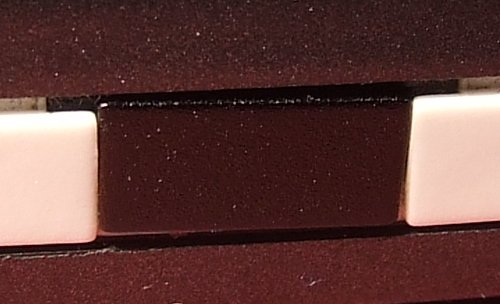
Port IrDA w telefonie komórkowym Siemens CXT70

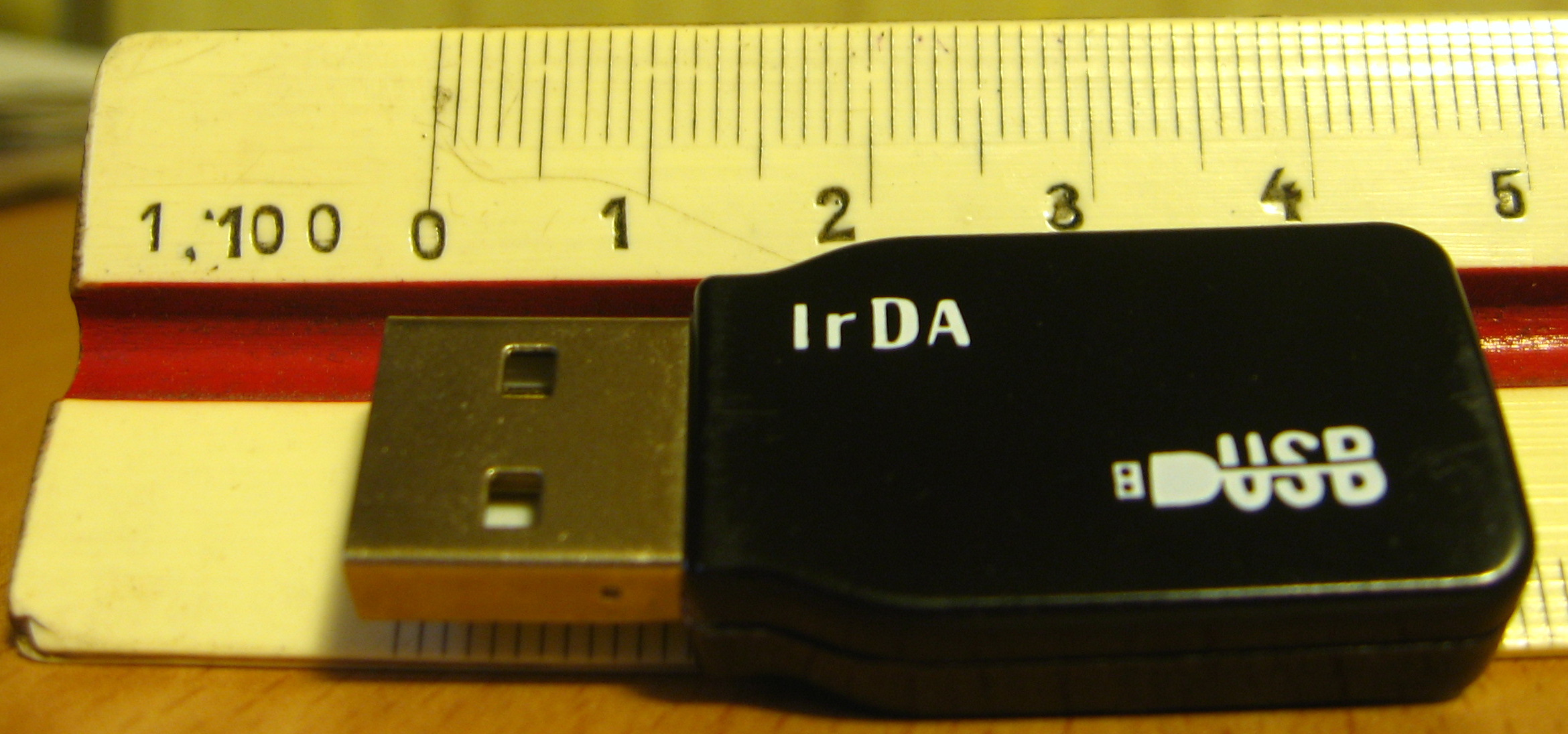
Port IrDA na USB

Infrared Data Association (IrDA) – powstała w 1993 r. grupa, skupiająca około 50 producentów sprzętu komputerowego. Celem powstania było stworzenie i kontrolowanie międzynarodowych standardów transmisji danych w zakresie podczerwieni. Grupa ta opracowała firmowy system bezprzewodowej transmisji danych cyfrowych z wykorzystaniem promieniowania podczerwonego. Jego elementy przeznaczone są przede wszystkim do tworzenia sieci tymczasowych, w których znajdują się komputery przenośne (laptopy, palmtopy).
Standard ten charakteryzuje się:
- prostą i tanią implementacją
- małym poborem mocy
- połączeniami bezpośrednimi typu punkt-punkt
- wolnym i niepewnym transferem danych.

Podstawowe usługi, wymienione w opisie systemu obejmują:
- przesył plików między komputerami
- drukowanie
- dostęp do zasobów sieci przewodowej
- transmisję danych i mowy między komputerem a telefonem komórkowym
- sterowanie urządzeniami telekomunikacyjnymi.

Technologia IrDA wykorzystuje skupioną wiązkę światła w paśmie podczerwonym. Warunkiem zastosowania IrDA jest posiadanie co najmniej dwóch urządzeń, pomiędzy którymi nie ma przeszkód, które by utrudniały ich wzajemną widoczność.

## Implementacje
Na początku XXI wieku standard ten był implementowany w większości komputerów przenośnych, telefonów komórkowych, a także niektórych modelach komputerów osobistych, drukarek czy aparatów cyfrowych. Obecnie wyparty został przez technologię Bluetooth. Standard ten składa się z kilku protokołów podzielonych na warstwy, korzystających wzajemnie ze swoich usług. Jednym z protokołów jest IrCOMM, pozwalający na emulację portu szeregowego lub równoległego. Następnym jest IrLAN – protokół dostępu do sieci lokalnej, który umożliwia: dołączenie komputera do sieci lokalnej poprzez urządzenie dostępowe – popularne np. w Japonii; połączenie do sieci lokalnej poprzez inny komputer już połączony – w tym przypadku oba komputery współdzielą adres MAC; komputer połączony za pomocą IrLAN jest widziany wtedy jako zasób na komputerze stacjonarnym; utworzenie sieci lokalnej z dwóch komputerów łączących się ze sobą. Są jeszcze protokoły: IrOBEX – do wymiany plików, TinyTP – zapewniający niezawodność transmisji. Wymienione protokoły, istotne z punktu widzenia użytkownika, są nieobowiązkowe implementuje się je zależnie od potrzeb, co pozwala zmniejszyć koszty rozwiązań.
Kompatybilność urządzeń zapewniają wspólne protokoły warstwy fizycznej i łącza danych.
Dzięki temu IrDA charakteryzuje się: łatwością dodawania nowych usług przez dodanie protokołu warstwy aplikacji, możliwością zwiększenia szybkości w następnych wersjach, bez utraty kompatybilności ze starszymi oraz możliwością uzyskania pewnych oszczędności przez implementowanie tylko części protokołów (np. aparat cyfrowy niekoniecznie musi mieć protokół IrLAN). Obecnie wykorzystywane są dwie wersje IrDA: 1.0 i 1.1. W pierwszej maksymalna prędkość transmisji wynosi 115 kb/s, a w drugiej 4 Mb/s. Najszybsza wersja pozwala na transmisję danych z szybkością 16 Mb/s. Urządzenia nawiązują połączenie z prędkością 9600 b/s oraz ustalają maksymalną prędkość transmisji. Każde połączenie jest typu punkt-punkt, przy czym maksymalna odległość między urządzeniami według specyfikacji wynosi 1 m, urządzenia muszą się widzieć, a szerokość wiązki wynosi minimum 30°. W ten sposób wiele połączeń IrDA może pracować obok siebie bez zakłóceń.

## Parametry
| Lp. | Parametr                             | Właściwości |
| --- | ------------------------------------ | --- |
| 1.  | Długość fali                         | 850 – 900 nm |
| 2.  | Typ połączenia                       | punkt-punkt |
| 3.  | Liczba kanałów                       | Jeden – do transmisji danych |
| 4.  | Prędkość transmisji                  | obowiązkowo: 9,6 kb/s, opcjonalnie: 19,2 kb/s, 38,4 kb/s, 57,6 kb/s, 115,2 kb/s (IrDA 1.0 lub 1.1) oraz 0,1576 Mb/s, 1,152 Mb/s, 4 Mb/s (IrDA 1.1) |
| 5.  | Zasięg i typ transmisji              | maksimum 1 m, urządzenia muszą się „widzieć”, szerokość wiązki transmisji minimum 30°                                                              |
| 6.  | Maksymalna liczba aktywnych urządzeń | 2 urządzenia |
| 7.  | Multipleksacja                       | przestrzenna |
| 8.  | Bezpieczeństwo na poziomie łącza     | ----- |
| 9.  | Emulacja portu                       | szeregowy + równoległy |

Standard łączności oparty na przesyłaniu danych za pomocą światła podczerwonego (IrDA), staje się obecnie szeroko dostępnym na komputerach osobistych oraz innych urządzeniach zewnętrznych, jest to niedroga oraz efektywna łączność między urządzeniami różnego typu. Standard IrDA rozwijał się bardzo szybko (w porównywaniu do innych standardów), a informacja dotycząca protokołów Irda znana jest już i stosowana na całym świecie. Obecnie specyfikacja IrDA uległa przyśpieszeniu ze względu przystosowania jej do standardu ISO. Komunikując się przy pomocy protokołu mamy do czynienia z wieloma zagadnieniami, powszechnie wykorzystuje się podstawowe warstwy protokołu. Jeśli jednak chcemy zapewnić bezpieczeństwo oraz elastyczność w przesyłaniu danych korzysta się także z innych warstw.

## Warstwy protokołu IrDA
Wymagane warstwy w protokole IrDA obejmują:
Warstwę fizyczną: którą specyfikuje optyczny nadajnik-odbiornik oraz która ma za zadanie odpowiednie kształtowanie sygnałów w podczerwieni, włączając do tego kodowanie danych oraz ich opakowanie, również specyfikacja optyczna oraz zakres prędkości.
Warstwę IrLAP: znajduje się ona bezpośrednio nad warstwą fizyczną, nazywana także Link Access Protocol, lub w skrócie LAP. IrLAP jest wymaganą warstwą w protokole IrDA, odpowiada warstwie łącza danych. IrLAP dostarcza godnego zaufania mechanizmu przesyłu danych, w skład którego wchodzą:
- retransmisja,
- kontrola potoku na niskim poziomie. (TinyTP dostarcza kontroli wysokiego poziomu i powinien niemal zawsze być używany zamiast kontroli w warstwie IrLAP),
- detekcja błędów.

IrLAP jest oparty na protokole HDLC. Format ramki jest identyczny, a różnice dotyczą jedynie sposobu wskazywania początku i końca ramki oraz sposobu uzyskania transparentności protokołu.
Warstwę IAS: IAS lub inaczej informacja o dostępnych usługach, jest dla urządzeń IrDA, jak dla człowieka „żółte strony” w książce telefonicznej. Wszystkie usługi aplikacji dostępne dla nawiązywanych połączeń muszą mieć swoją pozycję w IAS, gdyż decydują o adresie usługi (Lsap Sel). IAS potrafi też odpowiadać na dodatkowe pytania o usługach. Pełna implementacja IAS składa się z klienta oraz serwera. Klient służy do przekazania informacji o usługach dla innego urządzenia lub składania zapytania używając Information Access Protocol (IAP – używany jest tylko przez IAS). Serwer wie natomiast, w jaki sposób odpowiadać na pytania o informacje od klienta IAS. Serwer używa informacyjnej bazy obiektów uzupełnianej przez lokalne usługi oraz aplikacje.
Warstwę IrLMP: korzysta ona z pewnego kontaktu uzgodnionego i dostarczonego przez warstwę IrLAP. IrLMP jest ważną warstwą protokołu IrDA, i posiada cechy takie jak multiplexing, co pozwala różnym klientom IrLMP korzystać z pojedynczego łącza IrLAP. Przechwytywanie konfliktu adresu służy wychwyceniu urządzeń z identycznym adresem IrLaP oraz nakazanie wygenerowania nowego adresu.

### Warstwy opcjonalne w protokole IrDA
Warstwy opcjonalne w protokole IrDA mogą być użyte dowolnie w zależności od wymagań szczególnych danej aplikacji.
Do tych protokołów należy:
TinyTP – Tiny Transport Protocol: Jest to bardzo ważna funkcja, która jest wymagana w wielu wypadkach. Ttp dostarcza dwie ważne funkcje:
- Kontrola przepływu danych przez połączenie LMP (kanał),
- Sar (segmentacja oraz ponowny montaż).

IrOBEX – The Object Exchange Protocol: jest opcjonalną warstwą protokołu IrDA zaprojektowaną, aby umożliwiać systemom dowolnych rozmiarów wymieniać szeroki zakres różnych danych oraz rozkazów za pomocą sprecyzowanych i standardowych modeli. Warstwa korzystająca z pojedynczych adresów wspólnych dla aplikacji na którymkolwiek PC albo w systemie operacyjnym: bierze dowolny obiekt danych (na przykład plik), i wysyła go do jakiegokolwiek urządzenia z portem podczerwieni. Dostarcza ta warstwa także kilku narzędzi umożliwiających obiektowi być rozpoznawanym i inteligentnie zarządzanym po stronie odbiorcy. Zakres obiektów jest szeroki, obejmuje nie tylko tradycyjne pliki, ale też telefoniczne wiadomości, cyfrowe obrazy, bazy danych. Wspólnym mianownikiem jest to, że aplikacja jeśli chce pobrać lub wysłać dane bez żadnych komplikacji da sobie z tym radę. Jest to metoda bardzo podobna do roli, jaką odgrywa HTTP w Internecie.
IrCOMM – Emulacja szeregowego i równoległego portu: Kiedy standardy IrDA były rozwijane istniało silne zapotrzebowanie, aby aplikacje PC, które używały szeregowych oraz równoległych portów, mogły korzystać z połączenia IrDA bez zmieniania ich kodu. Mimo że łączność za pomocą IrDA różni się znacząco od szeregowego lub równoległego sposobu łączności, np.: zarówno szeregowe, jak równoległe połączenie ma indywidualne obwody, po których sygnały potrafią być nadawane niezależnie i jednocześnie, przeciwnie do światła podczerwonego, które ma pojedynczy kierunkowy przesył danych i wszystkie informacje w ramce danych muszą być zgodne z warstwą LMP lub wyższą. Standard IrCOMM był rozwijany, aby rozwiązywać te problemy i pozwolić aplikacjom korzystać z łączności za pomocą podczerwieni. Kluczową cechą IrCOMM jest definicja tak zwanego kanału sterującego. Warstwa protokołu, IrCOMM jest powyżej IrLMP oraz TinyTP. IrCOMM jest obieralną warstwą protokołu IrDA, która jest używana tylko do pewnych zastosowań. W ogóle, jeśli chodzi o nowe rozwiązania, lepiej jest unikać warstwy IrCOMM i używać innych warstw protokołu IrDA w aplikacjach takich jak: IrOBEX, IrLAN, lub TinyTP, ponieważ maska IrCOMM oraz inne cechy tej warstwy są przystosowane do niższych warstw protokołów. Mimo to jego praca przekształca IrDA w szeregowe oraz równoległe medium, które ma wygodne w użyciu cechy, jak automatyczne negocjacje najlepszych wspólnych parametrów oraz „żółte strony” dostępnych usług.
IrLAN – Local Area Network Access: Końcowym dowolnym protokołem jest IrLAN. Służy do wygodnego połączenia między przenośnymi PC a siecią lokalną. IrLAN oferuje trzy modele działania, umożliwiające:
- przyłączanie komputera do sieci przez punkt dostępowy (IrLAN adaptator),
- komunikowanie się dwóch komputerów, tak jakby były przyłączone do sieci,
- przyłączenie komputera do sieci przez drugi komputer, już przyłączony.

## IrDA w systemach rodzinyWindows
Windows do komunikacji wykorzystuje dwa rodzaje typów urządzeń:
SIR – szeregowe IrDA (115,2 Kbps) warstwy fizycznej. SIR jest zdefiniowany do krótkiego zasięgu (kilku stóp) dla podczerwonego asynchronicznego szeregowego przesyłania danych w trybie z jednym początkowym bitem startu, ośmioma bitami danych i jednym bitem stopu. Maksymalna szybkość to 115,2 Kbps (half duplex).
FIR – szybka IrDA warstwy fizycznej. Specyfikacja FIR definiuje dla krótkiego zasięgu potężny w działaniu do 4 Mbps (half duplex) sposób przesyłu danych. Wszystkie urządzenia FIR wspierają przesył SIR. Różne wersje systemu Windows na różnym poziomie mają zaimplementowane wspieranie warstw protokołu IrDA. W poniższej tabeli wyszczególniono wersje Windows wraz ze wspieranymi warstwami protokołu IrDA.
| Lp. | System operacyjny                              | Protokół                                        |
| --- | ---------------------------------------------- | ----------------------------------------------- |
| 1.  | Microsoft Windows 95, Microsoft Windows NT 4.0 | brak wsparcia                                   |
| 2.  | Microsoft Windows 95 OSR 2                     | SIR IrCOMM (3-wire raw, 9-wire), IrLAN          |
| 3.  | Microsoft Windows 98/2000/XP/Vista/7           | FIR TinyTP, IrXfer, IrCOMM (3-wire raw, 9-wire) |
| 4.  | Microsoft Windows CE 2.0                       | TinyTP, IrCOMM (3-wire raw, 9-wire), IrLPT      |
| 5.  | Microsoft Windows CE 2.1                       | FIR TinyTP, IrCOMM (3-wire raw, 9-wire), IrLPT  |

Ponieważ komputery wyposażone w urządzenia IrDA są zwykle uruchamiane w różnych lokalizacjach i konfiguracjach sieciowych, w ich przypadku tradycyjny schemat odwzorowania nazw nie sprawdza się. Konwencjonalne metody odwzorowania zakładają bowiem statyczny charakter zasobów, takich jak nazwa serwera. Rozwiązanie takie nie może być stosowane. Natomiast gniazdka „IrSock” mogą na poczekaniu przeglądać wszystkie dostępne zasoby, bez angażowania mechanizmów zarządzających całą siecią. Gniazdka IrSock nie korzystają ze standardowych usług nazewniczych interfejsu Winsock, ani nawet adresowania IP. Zamiast tego, usługa nazewnicza jest dołączona do strumienia komunikacyjnego, a nowa rodzina adresów jest przedstawiona usłudze obsługującej, związanej z szeregowymi portami na podczerwień.